# Pieniężno (gmina)
Pieniężno – gmina miejsko-wiejska w województwie warmińsko-mazurskim, w powiecie braniewskim. W latach 1975–1998 gmina położona była w województwie elbląskim.
Siedziba gminy to Pieniężno.
Według danych z 30 czerwca 2004 gminę zamieszkiwały 6883 osoby. Natomiast według danych z 31 grudnia 2019 roku gminę zamieszkiwało 6183 osób.

## Struktura powierzchni
Według danych z roku 2002 gmina Pieniężno ma obszar 241,43 km², w tym:
- użytki rolne: 68%
- użytki leśne: 20%

Gmina stanowi 20,04% powierzchni powiatu.

## Demografia

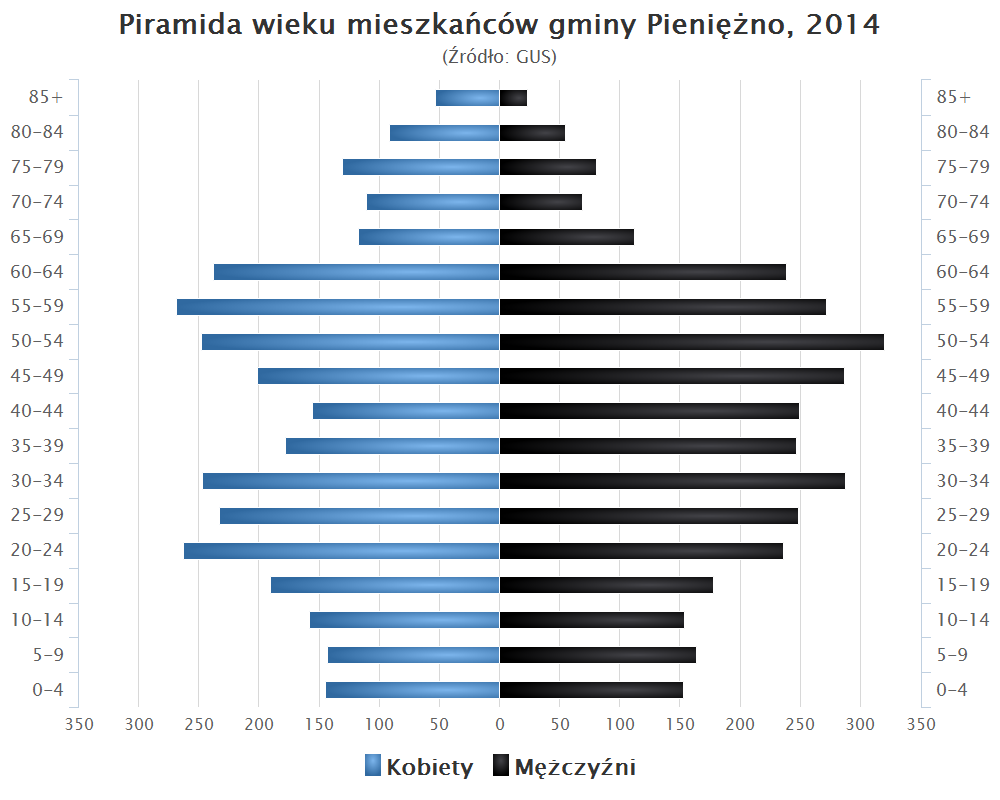
Piramida wieku mieszkańców gminy Pieniężno w 2014 roku

Dane z 30 czerwca 2004:
| Opis                              | Ogółem | Ogółem | Kobiety | Kobiety | Mężczyźni | Mężczyźni |
| --------------------------------- | ------ | ------ | ------- | ------- | --------- | --------- |
| jednostka                         | osób   | %      | osób    | %       | osób      | %         |
| populacja                         | 6883   | 100    | 3333    | 48,4    | 3550      | 51,6      |
| gęstość zaludnienia (mieszk./km²) | 28,5   | 28,5   | 13,8    | 13,8    | 14,7      | 14,7      |

## Sąsiednie gminy
Braniewo, Górowo Iławeckie, Lelkowo, Lidzbark Warmiński, Orneta, Płoskinia